# Amar Shonar Bangla
Amar Sonar Bangla (literalment en català "La meva Bengala daurada") és l'himne nacional de Bangladesh. La lletra va ser escrita pel poeta Rabindranath Tagore el 1905, mentre que la lletra és una adaptació de les deu primeres línies de la cançó "Ami Kothay Pabo Tare" del cantant Gagan Harkara. Es va adoptar com a himne nacional el 1971 durant la Guerra d'Alliberament de Bangladesh, i la versió moderna instrumental d'orquestra va ser compota pel músic Samar Das el 1972.